# 聖阿方索渡假村
聖阿方索渡假村（西班牙語：San Alfonso del Mar），是一座位於智利首都聖地亞哥西邊約100（62英里）的城市阿爾加羅沃中。度假村擁有一座金氏世界紀錄認證的世界最大游泳池。
游泳池長約1.013（0.629英里），占地約8公頃（20英畝），容量約250,000,000公升（55,000,000英制加侖），最大深度為3.5（11英尺）.，池水抽取自太平洋的海水，經處理過濾後注入泳池。並有能加熱九度的恆溫溫水設施，使得智利海域冰冷的深層海水得以變得舒適。

## 開發
泳池由開發商Fernando Fischmann的智利公司：「水晶潟湖」所建造，於2006年12月開放。早期單是游泳池的過濾系統建造經費，就花費約350萬美元，全區建設經費則高達15億至20億美元，並且每年須投入將近400萬美元的維護費用。

## 外部連結
- 地理坐标：33°21′S 71°39.2′W / 33.350°S 71.6533°W

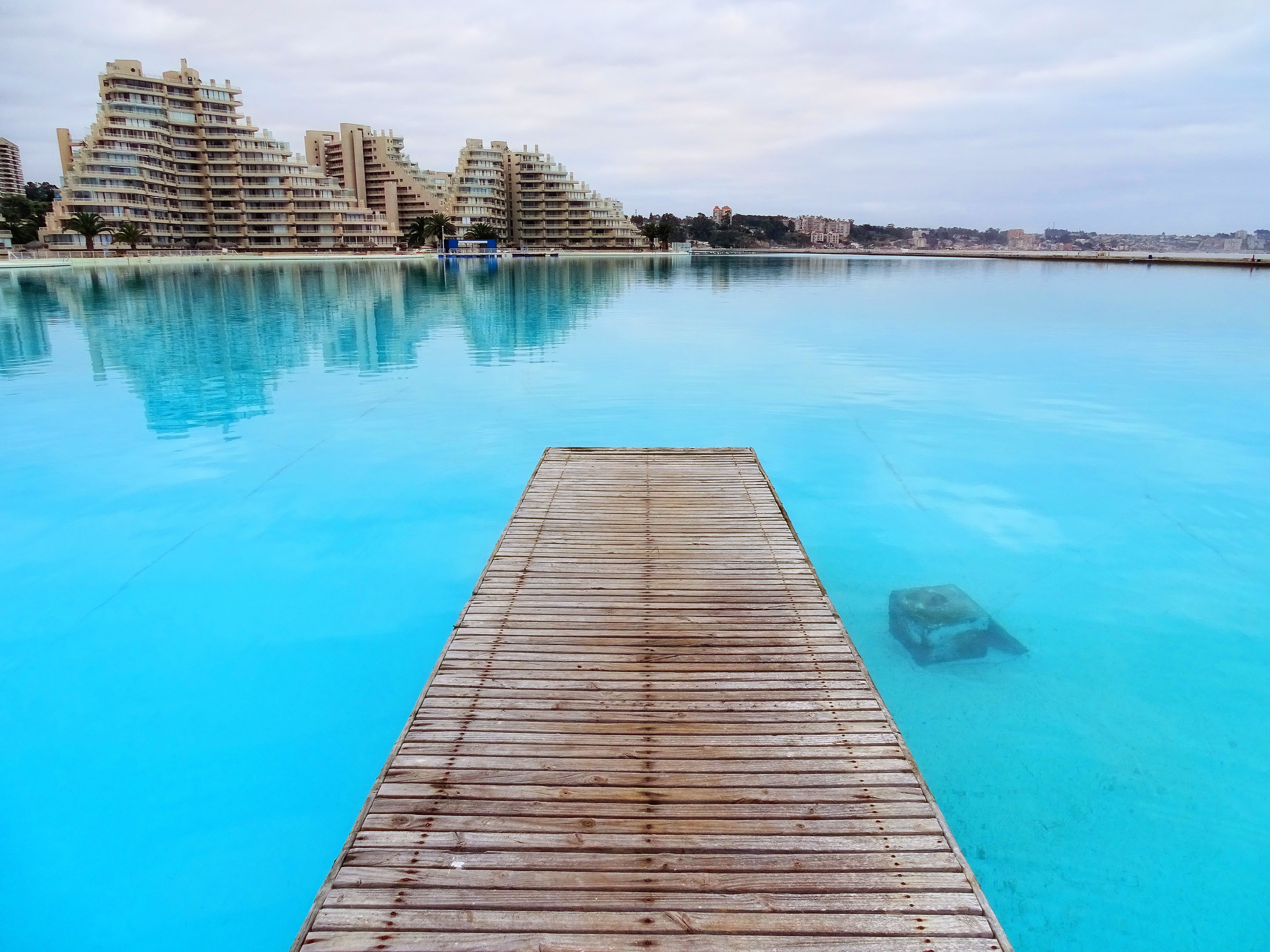
渡假村內世界最大游泳池

- San Alfonso del Mar （页面存档备份，存于）
- Crystal Lagoons （页面存档备份，存于）